# Полюхович Іван Павлович
Полюхович Іван Павлович (нар. 11 березня 1954; с. Серники) — український політик.
Голова Бориспільської райдержадміністрації (березень 2005 - серпень 2007 рр.); член Центрального проводу УНП (з січня 2003 р.).

## Життєпис
Народився Полюхович Іван Павлович 11 березня 1954 року в селі Серники (Зарічненський район, Рівненська область).
У 1975 році одержав освіту в Рівненському державному педадогічному інституті, за фахом вчитель української мови та літератури.
В 1994 році навчався в Інституті державного управління і самоврядування при КМ України.
- 1975—1992 рр. — учитель в Неньковецькій 8-річній школі; учитель в Борівській СШ; учитель в Зарічненській СШ Зарічненського району.
- 1992—1993 рр. — заступник голови Зарічненської райдержадміністрації.
- 1993—1994 рр. — слухач в Інституті державного управління і самоврядування при КМ України.
- 1994—1995 рр. — слухач в Вищій школі управління, м. Бонн.
- 1995—1998 рр. — спеціаліст відділу, завідувач відділу в Зарічненській райдержадміністрації.

## Політична діяльність
Березень 2006 р. — кандидат в народні депутати України від Українського народного блоку Костенка і Плюща, № 27 в списку. На час виборів: голова Бориспільської районної державної адміністрації, член УНП.
Квітень 2002 р. — кандидат в народні депутати України, виборчий округ № 156, Рівненська область, висунутий Виборчим блоком політичних партій «Блок Віктора Ющенка «Наша Україна»». За 27.96 %, 2 з 15 претендентів. На час виборів: народний депутат України, член РУХу (УНР).
Народний депутат України 3 скликання березень 1998 - квітень 2002 рр., виборчий округ № 155, Рівненська область. На час виборів: завідувач відділу Зарічненської райдержадміністрації Рівненської області, член НРУ. Член фракції НРУ (з травня 1998; з квітня 2000 р. — фракція УНР); голова підкомітету з питань соціального захисту громадян, які постраждали внаслідок Чорнобильської катастрофи та реабілітації радіоактивно забруднених територій Комітету з питань екологічної політики, природокористування та ліквідації Чорнобильської катастрофи (з липня 1998 р.).
2004—2005 рр. — довірена особа кандидата на пост Президента України Віктора Ющенка в ТВО № 158.
Грудень 1999 - січень 2003 рр. — був завідувачем ек. управління Секретаріату УНП. Член Центрального проводу РУХу (УНР).